# Schloss Eybach

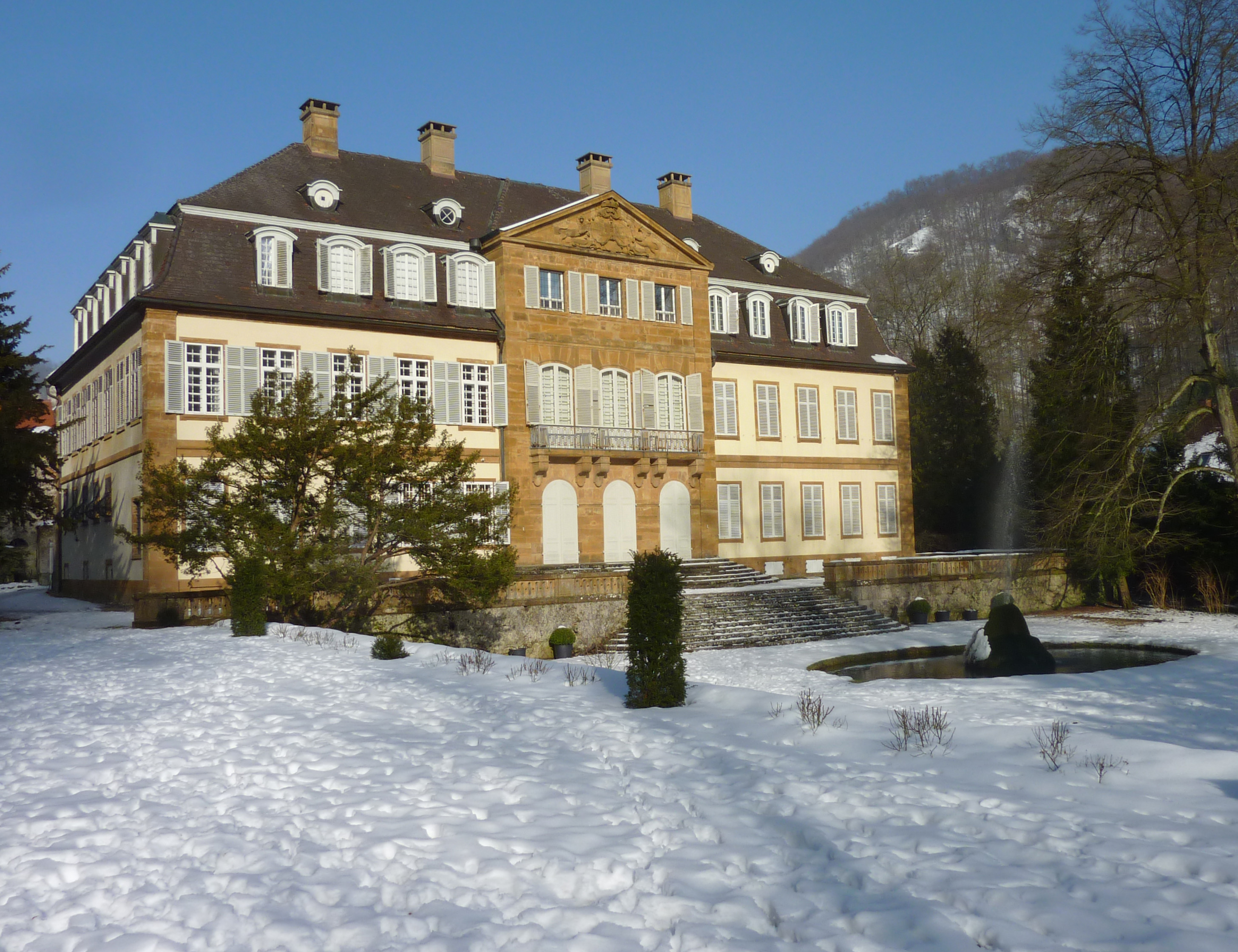
Schloss Eybach vom Schlossgarten aus

Eingangstor und Schlossmauer

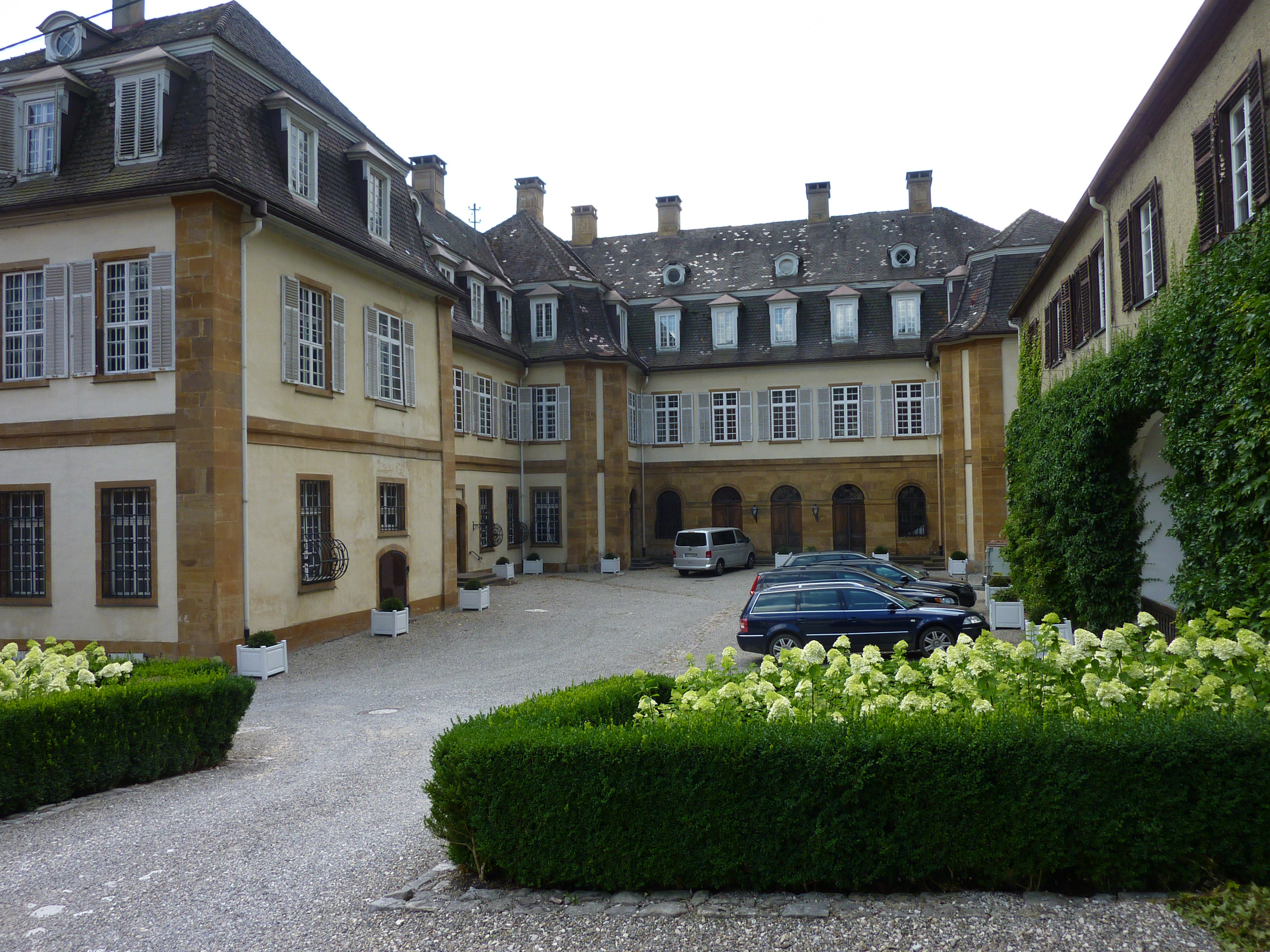
Innenhof des Schlosses

Schloss Eybach ist ein ursprünglich Mitte des 16. Jahrhunderts erbautes Renaissance-Schloss im Geislinger Stadtteil Eybach im Landkreis Göppingen. Es wurde im 18. Jahrhundert von Graf August Christoph von Degenfeld-Schonburg durch die heutige Anlage im Übergangsstil vom Rokoko zum Klassizismus ersetzt und befindet sich heute noch im Eigentum dieser Familie. Das Schloss stellt ein bauliches Beispiel des Zopfstils dar.

## Beschreibung
Das Schloss ist eine nicht vollständig abgeschlossene Vierflügelanlage. Im Süden befindet sich der zweigeschossige, mit Mansarddach und Richtung Park mit einem Mittelrisalit versehene Hauptbau. Daran schließt östlich der etwa gleich lange zweistöckige Ostflügel, der ebenfalls mit einem Mansarddach versehen ist. An den Ostflügel schließen zwei aus der Zeit des Vorgängerbaus von 1540 erhaltene Torhäuser an. Richtung Norden und Westen begrenzen zwei Ökonomiegebäude den Hof ab. Südlich des Hauptbaus befindet sich der durch eine Straße verkleinerte Schlossgarten.

## Geschichte
Ab 1291 befand sich der Ort Eybach samt der Burg Hoheneybach in Besitz des Klosters Ellwangen. Bis Mitte des 15. Jahrhunderts waren mehrere Adelsfamilien Lehnsmänner des Ritterguts, darunter die Ahlfingen, die Randegg oder die Ritter von Zillenhard. 1456 wurde der Ort und die Herrschaft an die Familie der Grafen von Degenfeld verkauft, die 1457 vom Kloster Ellwangen damit belehnt wurden. Zwischen 1540 und 1546 errichtete Martin von Degenfeld ein Renaissanceschloss, den Vorgängerbau des heutigen Schlosses, der nach der Zerstörung der Burg Hoheneybach im Dreißigjährigen Krieg als Hauptwohnsitz der Familie diente. In den Jahren 1766 bis 1772 entstand unter Graf August Christoph von Degenfeld der vom württembergischen Landesbauinspektor Johann Adam Groß ausgeführte Hauptbau des heutigen Schlosses, dem in den Jahren 1772 bis 1775 der Ostflügel folgte. 1810 gelangte der Ort in Folge des Reichsdeputationshauptschlusses an Württemberg, das Schloss blieb jedoch im Besitz der Grafen von Degenfeld-Schonburg. 1976 musste wegen des Straßenbaus ein zweigeschossiges Gebäude, das sogenannte Schlössle abgebrochen werden.